# Charlotte Hornets 1991-1992
La stagione 1991-92 dei Charlotte Hornets fu la 4ª nella NBA per la franchigia.
I Charlotte Hornets arrivarono sesti nella Central Division della Eastern Conference con un record di 31-51, non qualificandosi per i play-off.

## Roster
| N° | Naz.                   | Ruolo | Sportivo          | Anno | Alt. | Peso |
| -- | ---------------------- | ----- | ----------------- | ---- | ---- | ---- |
| 1  | Stati Uniti (bandiera) | G     | Muggsy Bogues     | 1965 | 160  | 62   |
| 2  | Stati Uniti (bandiera) | A     | Larry Johnson     | 1969 | 198  | 113  |
| 3  | Stati Uniti (bandiera) | G     | Rex Chapman       | 1967 | 193  | 84   |
| 5  | Stati Uniti (bandiera) | G     | Greg Grant        | 1966 | 170  | 64   |
| 9  | Stati Uniti (bandiera) | GA    | Kevin Lynch       | 1968 | 196  | 88   |
| 13 | Stati Uniti (bandiera) | G     | Kendall Gill      | 1968 | 196  | 88   |
| 15 | Stati Uniti (bandiera) | G     | Cedric Hunter     | 1965 | 183  | 82   |
| 21 | Stati Uniti (bandiera) | G     | Elliot Perry      | 1969 | 183  | 68   |
| 22 | Stati Uniti (bandiera) | GA    | Johnny Newman     | 1963 | 201  | 86   |
| 24 | Stati Uniti (bandiera) | A     | Anthony Frederick | 1964 | 201  | 93   |
| 30 | Stati Uniti (bandiera) | G     | Dell Curry        | 1964 | 193  | 86   |
| 31 | Stati Uniti (bandiera) | A     | Ron Grandison     | 1964 | 198  | 98   |
| 32 | Stati Uniti (bandiera) | A     | Tony Massenburg   | 1967 | 206  | 100  |
| 33 | Stati Uniti (bandiera) | AC    | Kenny Gattison    | 1964 | 203  | 102  |
| 34 | Stati Uniti (bandiera) | A     | J.R. Reid         | 1968 | 206  | 112  |
| 42 | Stati Uniti (bandiera) | C     | Mike Gminski      | 1959 | 211  | 113  |
| 45 | Stati Uniti (bandiera) | AC    | Eric Leckner      | 1966 | 211  | 120  |
| 54 | Stati Uniti (bandiera) | A     | Michael Ansley    | 1967 | 201  | 102  |

## Staff tecnico
- Allenatore: Allan Bristow
- Vice-allenatori: Bill Hanzlik, T.R. Dunn, Mike Pratt